# Liste der Baudenkmäler in Bad Weißenstadt
Auf dieser Seite sind die Baudenkmäler in der oberfränkischen Stadt Bad Weißenstadt zusammengestellt. Diese Tabelle ist eine Teilliste der Liste der Baudenkmäler in Bayern. Grundlage ist die Bayerische Denkmalliste, die auf Basis des Bayerischen Denkmalschutzgesetzes vom 1. Oktober 1973 erstmals erstellt wurde und seither durch das Bayerische Landesamt für Denkmalpflege geführt wird. Die folgenden Angaben ersetzen nicht die rechtsverbindliche Auskunft der Denkmalschutzbehörde.

## Ensembles

### Ensemble Altstadt Weißenstadt

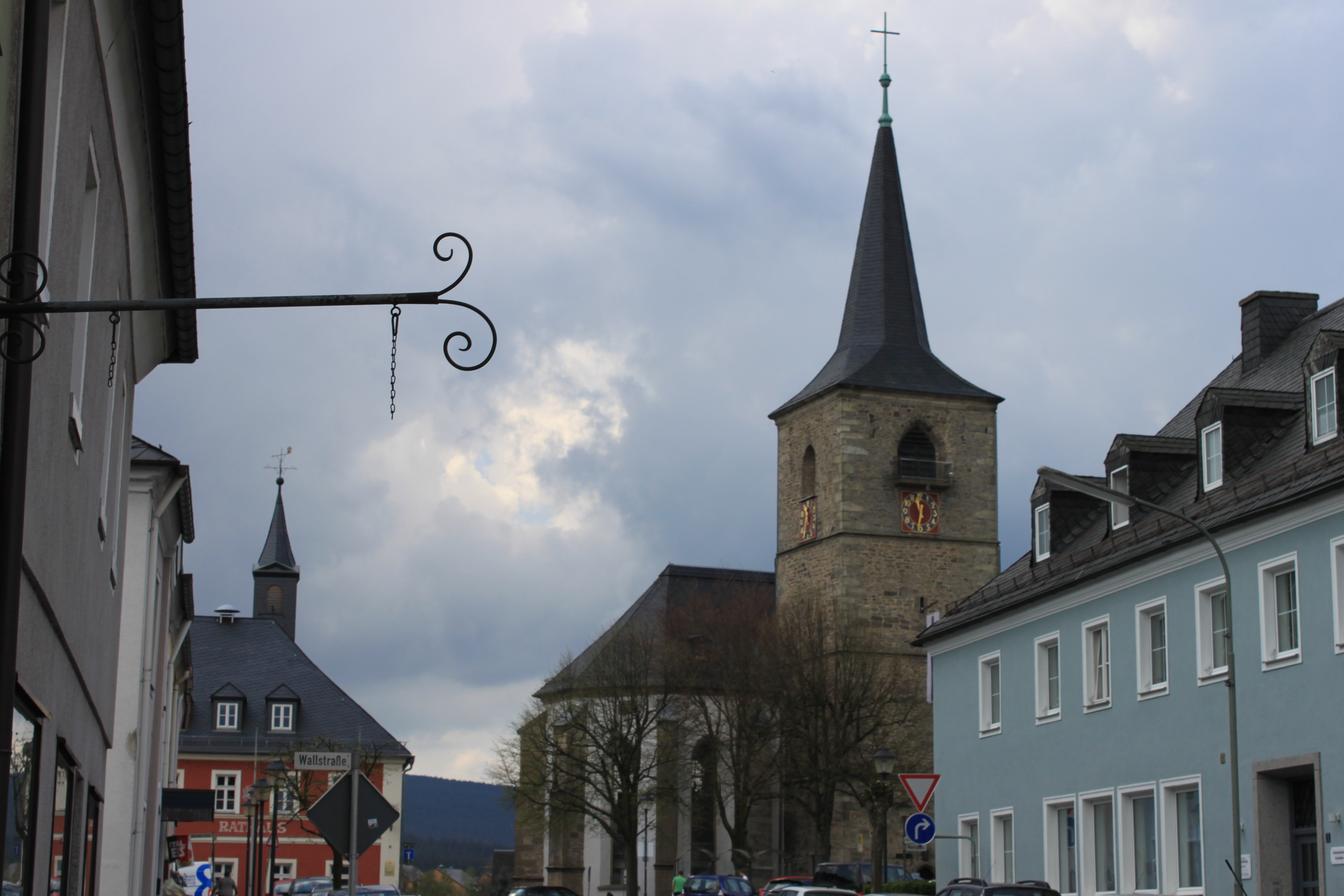
Altstadt Weißenstadt

Das Ensemble (Lage) umfasst den Ortskern der Kleinstadt mit einem flächenhaften, weitgehend regelmäßigen Grundriss nordöstlich der Eger. Pfarrkirche und Markt im Zentrum der Siedlung liegen in exponierter, fast spornartiger Lage, während das Gelände westlich, südlich und östlich dieser Standorte steil zum Flusstal abfällt. Die Siedlung wurde urkundlich zuerst 1299 als Weißenkirchen auf dem Gebiet der Herrschaft Rudolfstein erwähnt. Mit der Erhebung zur Stadt 1348 durch die Nürnberger Burggrafen änderte sich der Ortsname in die heutige Bezeichnung. Die wesentlichen Elemente der regelhaften Stadtstruktur mit einer Hauptachse, orthogonal abzweigenden Nebenstraßen und dem Marktplatz sind mittelalterlichen Ursprungs. Eine regionale Besonderheit stellte der Stadtmauerring mit Graben dar. Die wirtschaftliche Grundlage der Landstadt bildeten bis zum 19. Jahrhundert der Erzbergbau, die Zeidlerei und die Wald-Bienenwirtschaft. Als Teil des Markgraftums Bayreuth gelangte Weißenstadt 1792 zum Königreich Preußen und 1810 zum Königreich Bayern. Als weithin wirksame Dominante hebt sich die Pfarrkirche mit ihrem spätgotischen Turm aus der umgebenden Bebauung hervor. Diese stadträumliche Wirkung wird durch den Hintergrund der umgebenden Höhenzüge des Fichtelgebirges verstärkt. Relativ gut erhalten sind die Häuser im Bereich des Marktplatzes mit charakteristischen Schieferdächern, die großenteils noch die kleinen stehenden Gauben aufweisen. Marktplatz und Kirchenlamitzer Straße bilden das Rückgrat der Erschließung in der Nord-Süd-Relation, von dem nach Westen und Osten jeweils drei Straßen orthogonal, wenn auch voneinander versetzt, abzweigen. Mehrere kleine Quergassen untergliedern die Baublöcke. Das Stadtbild wird von Gebäuden des frühen 19. Jahrhunderts in stark vereinheitlichter, geschlossener Bauweise geprägt. Nach Bränden im 17. Jahrhundert zerstörte 1823 ein Stadtbrand 195 Wohnhäuser, 30 Scheunen und 75 Nebengebäude. Der Wiederaufbau nach dem Gesamtplan von Kreisbauinspektor Tauber nutzte weitgehend die vorhandenen Grundmauern, auf denen weitgehend normierte Typen-Entwürfe realisiert wurden. Die traufständigen zweigeschossigen Häuser in massiver Bauweise variieren in ihrer Erschließungsbreite. Ihr Erscheinungsbild hat vor allem im westlichen Teil des Ensembles seinen biedermeierlichen Charakter des Wiederaufbaus bewahrt. Die Kirchenlamitzer Straße und die breiten Nebenstraßen westlich von ihr (Ehrhard-Ackermann-Straße, Lange Straße, Zeller Straße) besitzen Alleebepflanzung. Die Randbereiche der Altstadt werden von den nach 1823 aus Brandschutzgründen außerhalb des ehemaligen Mauerrings errichteten Scheunenreihen geprägt, die auf die historische stadtnahe Landwirtschaft hinweisen. Die Scheunen an der Gartenstraße und an der Peuntstraße bilden zusammen mit meist zweigeschossigen Wohnhäusern den historischen Ortsrand aus. Wie bei den Scheunenreihen an der Kirchenlamitzer Straße, Am Ehrenhain, Am Stadtgraben, an der Bayreuther Straße und am Mühlgraben handelt es sich um Massivbauten aus Bruchstein, die zum Teil noch mit Schieferdächern und Torrahmungen aus Granit versehen sind. Aktennummer: E-4-79-166-1.

## Stadtbefestigung
| Lage                          | Objekt           | Beschreibung | Akten-Nr.     | Bild             |
| ----------------------------- | ---------------- | --- | ------------- | ---------------- |
| Kapellengäßchen 21 (Standort) | Stadtmauer       | Von der spätmittelalterlichen Stadtbefestigung sind nur geringe Mauerreste erhalten, siehe Kapellengäßchen, Pfarrgäßchen 3/5, Schloßgäßchen 4 | D-4-79-166-2  | BW               |
| Kapellengäßchen (Standort)    | Stadtbefestigung | Geringer Rest der Stadtbefestigung zwischen den Häusern Nrn. 21 und 23                                                                        | D-4-79-166-11 | Stadtbefestigung |

## Baudenkmäler nach Ortsteilen

### Bad Weißenstadt
| Lage                                                                                           | Objekt                                                                   | Beschreibung | Akten-Nr.     | Bild                                    |
| ---------------------------------------------------------------------------------------------- | ------------------------------------------------------------------------ | --- | ------------- | --------------------------------------- |
| Am Ehrenhain (Standort)                                                                        | Kriegerdenkmal                                                           | Granit, monumentale Figur eines Kämpfers, nach 1918, erweitert nach 1945, Parkanlage | D-4-79-166-13 | Kriegerdenkmal                          |
| Am Stadtgraben ()                                                                              | Scheunenreihe                                                            | | D-4-79-166-3  |                                         |
| An der Marienkirche 3 (Standort)                                                               | Katholische Kirche Maria Immaculata                                      | Saalbau aus Bruchsteinmauerwerk mit Satteldach, Chorturm mit Zeltdach, 1934 von Georg Berlinger, mit Ausstattung | D-4-79-166-4  | weitere Bilder                          |
| An der Stadtmauer 14, nach Haus Nummer 12 (Standort)                                           | Ehemaliger Stadel, heute Wohnhaus                                        | Zweigeschossiger Halbwalmdachbau aus verputztem Brockenmauerwerk, der korbbogige, gefelderte Granit-Torbogen bezeichnet „1834“ | D-4-79-166-5  | Ehemaliger Stadel, heute Wohnhaus       |
| Bayreuther Straße (Standort)                                                                   | Kilometerstein                                                           | Granit, 19. Jahrhundert | D-4-79-166-83 | Kilometerstein                          |
| Bayreuther Straße ()                                                                           | Scheunenreihe                                                            | | D-4-79-166-10 |                                         |
| Bayreuther Straße, im Zug der Kreisstraße WUN 1 am Ortseingang Weißenstadt (Standort)          | Bayreuther Brücke                                                        | Zweijochige ansteigende Brücke, Natursteinmauerwerk, 1884, 1992 überbaut | D-4-79-166-39 | Bayreuther Brücke                       |
| Bayreuther Straße 5, 7 (Standort)                                                              | Villa                                                                    | Zweigeschossiger Walmdachbau mit zwei Balkonvorbauten, Parkanlage, um 1905 | D-4-79-166-6  | Villa                                   |
| Bayreuther Straße 23 (Standort)                                                                | Evangelisch-lutherische Friedhofskirche Heilige Dreifaltigkeit           | Saalbau, Giebelseite verschiefert, im Kern zweite Hälfte 16. Jahrhundert, umgebaut 1707/1708, Giebelreiter 1951 erneuert, mit Ausstattung | D-4-79-166-7  | weitere Bilder                          |
| Bayreuther Straße 23 (Standort)                                                                | Friedhof                                                                 | Mehrfach erweitert, Grabdenkmäler aus neuerer Zeit, Reste der alten Friedhofsmauer südlich/südwestlich der Kirche | D-4-79-166-8  | weitere Bilder                          |
| Eger, Wunsiedler Straße (Standort)                                                             | Dreijochige Bogenbrücke über die Eger                                    | Granitquader, bezeichnet „1740“ | D-4-79-166-1  | Dreijochige Bogenbrücke über die Eger   |
| Kirchenlamitzer Straße (Standort)                                                              | Scheunenreihe                                                            | Reihe von ehemals 14, in halboffener Bauweise, in Bruchstein errichtete, traufständige Satteldachbauten mit Halbwalmen an den Kopfbauten und kleinen stehenden Gauben, errichtet nach dem Stadtbrand 1823 bis Mitte 19. Jahrhundert; die Scheunen Fl.Nrn. 1621/2 und 391 fallen durch fünf Torbögen mit reicheren Granitrahmungen auf; in moderner Zeit unterbrochen durch vier zweigeschossige Wohnhäuser (Nrn. 33, 35, 37, 47) | D-4-79-166-88 | BW                                      |
| Kirchenlamitzer Straße 5 (Standort)                                                            | Abschnitt eines ehemaligen Bergkristallbergwerks, heute Besucherbergwerk | etwa 25 Meter langer Stollen sowie etwa 6 Meter langer Nebenstollen in etwa 5 bis 0,5 Metern Tiefe unter Oberfläche, spätes 16. Jahrhundert, überprägt im 18. Jahrhundert | D-4-79-166-95 | BW                                      |
| Kirchenlamitzer Straße 15 (Standort)                                                           | Wohnhaus                                                                 | Zweigeschossiger Traufseitbau, Gliederung durch gequaderte Lisenen, Torbogen-Rahmung aus Granit, bezeichnet „1829“, Erdgeschoss durch Ladeneinbau verändert | D-4-79-166-12 | Wohnhaus                                |
| Kirchenlamitzer Straße 63 (Standort)                                                           | Bahnhof-Empfangsgebäude                                                  | Zweigeschossiger Walmdachbau aus Granitbruchstein mit Fenstergewänden aus Backstein und Holzverschalung auf zwei Seiten, Schieferdeckung, um 1900 | D-4-79-166-45 | Bahnhof-Empfangsgebäude                 |
| Kirchplatz 1 (Standort)                                                                        | Rathaus                                                                  | Zweigeschossiger Bau mit Lisenengliederung, abgewalmtes Schieferdach mit Dachreiter, 1828 begonnen nach Plänen von Johann Andreas Ritter, mit Ausstattung | D-4-79-166-14 | Rathaus                                 |
| Kirchplatz 2 (Standort)                                                                        | Evangelisch-lutherische Stadtpfarrkirche Unsere Liebe Frau               | Saalbau mit Walmdach, Langhaus im Kern romanisch, Chor und viergeschossiger Chorseitenturm spätgotisch, Langhaus samt Chor mit Streben besetzt, im frühen 18. Jahrhundert umgebaut und nach dem Brand 1823 wiederhergestellt, mit Ausstattung | D-4-79-166-15 | weitere Bilder                          |
| Kirchplatz 5 (Standort)                                                                        | Ehemalige Bäckerei                                                       | Massiver, zweigeschossiger Halbwalmdachbau, im Kern 18. Jahrhundert, runde Steintafel mit Jahreszahl 1793 | D-4-79-166-16 | Ehemalige Bäckerei                      |
| Kirchplatz 15, 17 (Standort)                                                                   | Alte Schule                                                              | Zweigeschossiger Massivbau mit Seitenrisaliten, Fassaden und Dach mit Schiefer, das Satteldach auf der freien Stirnseite abgewalmt, um 1825, nach Brand 1866 wiederhergestellt, an der ehemaligen Stadtmauer | D-4-79-166-40 | Alte Schule                             |
| Kreisstraße WUN 7 (Standort)                                                                   | Wegweiser                                                                | Granit, 19. Jahrhundert | D-4-79-166-85 | Wegweiser                               |
| Lederer, Nähe Bayreuther Straße, Schönlinder Weg, südwestlich der Gottesackerkirche (Standort) | Felsenkelleranlage mit Granit-Eingängen in unregelmäßiger Gruppierung    | Mitte 18./19. Jahrhundert | D-4-79-166-9  | weitere Bilder                          |
| Lederer, am Rudolphstein, zwischen dem Schneeberg und Weißenstadt (Standort)                   | Ehemalige Zinnerzgrube Werra, Uranbergwerk                               | Obere Stollensohle, zwei Stollen in Nordost-Südwest und Nordwest-Südostrichtung mit mehreren Blindschächten auf 685 Höhenmetern über N.N. verlaufend, bis 1975 zur Förderung von Uranerz ausgebaut, 1990 stillgelegt | D-4-79-166-87 | weitere Bilder                          |
| Marktplatz 5 (Standort)                                                                        | Wohnhaus                                                                 | Zweigeschossiger Traufseitbau mit Torbogen-Rahmung aus Granit, bezeichnet „1825“, durch Ladeneinbau verändert | D-4-79-166-17 | Wohnhaus                                |
| Marktplatz 6 (Standort)                                                                        | Wohnhaus                                                                 | Zweigeschossiger Traufseitbau, barocke Granit-Torbogenrahmung, um 1825 | D-4-79-166-18 | Wohnhaus                                |
| Marktplatz 7 (Standort)                                                                        | Wohnhaus                                                                 | Zweigeschossiges Eckhaus mit Walmdach, Torbogen mit Rahmung aus Granit, bezeichnet „1733“ | D-4-79-166-19 | Wohnhaus                                |
| Oberer Sandberg, an der Straßenabzweigung nach Fichtenhammer (Standort)                        | Meilenstein                                                              | Granit, 19. Jahrhundert | D-4-79-166-32 | Meilenstein                             |
| Pfarrgäßchen 2 (Standort)                                                                      | Wohnhaus                                                                 | Dreigeschossiges Eckgebäude über unregelmäßigem Grundriss, massiv und verputzt, abgewalmtes Schieferdach, im Kern 17./18. Jahrhundert | D-4-79-166-20 | Wohnhaus                                |
| Pfarrgäßchen 3, 5 (Standort)                                                                   | Evangelisch-lutherisches Pfarrhaus                                       | Zweigeschossiger Walmdachbau mit übergiebeltem Mittelrisalit, Fassaden und Dach verschiefert, um 1825/30, Rest der Stadtbefestigung unterhalb des Pfarrhauses | D-4-79-166-21 | Evangelisch-lutherisches Pfarrhaus      |
| Sparnecker Straße 6 (Standort)                                                                 | Lokschuppen                                                              | Zweiständig, eingeschossiger Satteldachbau, Granitbruchstein mit Backsteingliederung, um 1900 | D-4-79-166-44 | Lokschuppen                             |
| Stadtgasse (Standort)                                                                          | Wegweiser                                                                | Granit, 19. Jahrhundert | D-4-79-166-86 | Wegweiser                               |
| Stadtweiherweg (Standort)                                                                      | Scheunenreihe am Mühlgraben                                              | Reihe von 14 einfachen Scheunen mit Schieferdächern, errichtet im Zeitraum nach 1823 bis Mitte des 19. Jahrhunderts beim Weißenstädter See, Dachdeckung teilweise modernisiert; auf der zur Stadt orientierten Ostseite z. T. kleine stehende Gauben; Tore rund- und korbbogig; Erneuerungen teils mit waagrechtem Sturz; seit Anlage des Eger-Stausees liegt die Scheunenreihe unmittelbar an dessen Staudamm.                  | D-4-79-166-91 | Scheunenreihe am Mühlgraben             |
| Weißenstädter See (Standort)                                                                   | Kreuzstein                                                               | Granit, erhabenes Kreuz auf der Oberseite, bezeichnet „1726“ | D-4-79-166-84 | Kreuzstein                              |
| Wunsiedler Straße (Standort)                                                                   | Zwei Scheunenreihen in Brockenmauerwerk                                  | Schieferdächer mit Halbwalm, teilweise modernisiert, einige mit Torbogen-Rahmungen aus Granit, mehrere davon bezeichnet „1844“ | D-4-79-166-29 | Zwei Scheunenreihen in Brockenmauerwerk |
| Wunsiedler Straße 4 (Standort)                                                                 | Ehemaliger Gasthof Goldener Löwe                                         | Zweigeschossiger Traufseitbau mit Graniteinfassungen im Erdgeschoss, im Kern von 1826, Obergeschoss und Satteldach erneuert, reiches schmiedeeisernes Wirtshausschild, bezeichnet „1826“ | D-4-79-166-23 | Ehemaliger Gasthof Goldener Löwe        |
| Wunsiedler Straße 11 (Standort)                                                                | Gasthof                                                                  | Zweigeschossiger Bau mit Halbwalm auf der freien Seite, Torbogenrahmung, profiliertes Traufgesims, 1696, verändert um 1825 und nach 1900, Wirtshausschild, bezeichnet „1829“ | D-4-79-166-24 | Gasthof                                 |
| Wunsiedler Straße 16 (Standort)                                                                | Wohnhaus                                                                 | Zweigeschossiger Traufseitbau mit geputzten Lisenen und Zwerchgiebel, um 1830 | D-4-79-166-25 | Wohnhaus                                |
| Wunsiedler Straße 18 (Standort)                                                                | Wohnhaus                                                                 | Zweigeschossiger Traufseitbau mit Granit-Torbogen, bezeichnet „1784“, Erdgeschoss durch Ladeneinbau verändert | D-4-79-166-26 | Wohnhaus                                |
| Wunsiedler Straße 30, an der Stadtmauer (Standort)                                             | Forstamt-Villa                                                           | Zweigeschossiger Bau auf T-förmigem Grundriss mit gequaderten Ecklisenen und Halbwalmdach, um 1906–08 | D-4-79-166-27 | Forstamt-Villa                          |
| Wunsiedler Straße 48 (Standort)                                                                | Angermühle                                                               | Erdgeschossiger Massivbau mit Zwerchhaus, im Kern wohl 18. Jahrhundert, ehemaliges Halbwalmdach zu Satteldach umgebaut | D-4-79-166-28 | Angermühle                              |

### Franken
| Lage                  | Objekt                | Beschreibung | Akten-Nr.     | Bild                  |
| --------------------- | --------------------- | --- | ------------- | --------------------- |
| Franken 4 (Standort)  | Ehemalige Poststation | Im Grundriss T-förmige Anlage mit zweigeschossigem, schiefergedecktem Halbwalmdachbau, 19. Jahrhundert, weitgehend modernisiert | D-4-79-166-33 | Ehemalige Poststation |
| Franken 5 (Standort)  | Wohnstallhaus         | Zweigeschossiger, giebelständiger Halbwalmdachbau, um 1800, teilweise modernisiert | D-4-79-166-34 | Wohnstallhaus         |
| Franken 23 (Standort) | Villa                 | Zweigeschossig, mit hohen Krüppelwalmdächern, Eckturm mit Haube, Erker und Ziergiebeln. Erdgeschoss sandsteinsichtig, erste Obergeschoss und Dächer verschiefert, östlich eine Grottenwand mit Terrasse sowie ein Brunnen, Gartenhaus | D-4-79-166-48 | Villa                 |

### Grub
| Lage                                  | Objekt                     | Beschreibung            | Akten-Nr.     | Bild                       |
| ------------------------------------- | -------------------------- | ----------------------- | ------------- | -------------------------- |
| Grub 23, auf dem Dorfanger (Standort) | Brunnentröge und Waschbank | Granit, 19. Jahrhundert | D-4-79-166-42 | Brunnentröge und Waschbank |

### Lehsten
| Lage                 | Objekt        | Beschreibung                                                                                            | Akten-Nr.     | Bild          |
| -------------------- | ------------- | --- | ------------- | ------------- |
| Lehsten 3 (Standort) | Wohnstallhaus | Erdgeschossiger Satteldachbau, erste Hälfte 19. Jahrhundert, verputzt, Fachwerkgiebel modern verkleidet | D-4-79-166-35 | Wohnstallhaus |

### Ruppertsgrün
| Lage                       | Objekt              | Beschreibung                     | Akten-Nr.     | Bild |
| -------------------------- | ------------------- | -------------------------------- | ------------- | ---- |
| In Ruppertsgrün (Standort) | Feuerleiterschuppen | Mitte 19. Jahrhundert, mit Gerät | D-4-79-166-43 | BW   |

### Voitsumra
| Lage                    | Objekt | Beschreibung | Akten-Nr.     | Bild   |
| ----------------------- | ------ | --- | ------------- | ------ |
| Voitsumra 4 (Standort)  | Stadel | Zweigeschossiger, schiefergedeckter Satteldachbau, massiv und verputzt, zwei rundbogige Tore, die Granitrahmungen bezeichnet „1844“   | D-4-79-166-36 | Stadel |
| Voitsumra 11 (Standort) | Stadel | Zweigeschossiger, schiefergedeckter Halbwalmdachbau, massiv und verputzt, zwei rundbogige Tore, die Granitrahmungen bezeichnet „1844“ | D-4-79-166-38 | Stadel |

## Ehemalige Baudenkmäler
In diesem Abschnitt sind Objekte aufgeführt, die früher einmal in der Denkmalliste eingetragen waren, jetzt aber nicht mehr. Objekte, die in anderem Zusammenhang – also z. B. als Teil eines Baudenkmals – weiter eingetragen sind, sollen hier nicht aufgeführt werden. Aktennummern in diesem Abschnitt sind ehemalige, jetzt nicht mehr gültige Aktennummern.

| Lage                                       | Objekt                     | Beschreibung                                                                                      | Akten-Nr.     | Bild                       |
| ------------------------------------------ | -------------------------- | ------------------------------------------------------------------------------------------------- | ------------- | -------------------------- |
| Bad Weißenstadt Schloßgäßchen 4 (Standort) | Gefelderte Torbogenrahmung | Granit, bezeichnet „1810“, bei dem Haus ein Rest der Stadtbefestigung                             | D-4-79-166-22 | Gefelderte Torbogenrahmung |
| Grub auf dem Dorfanger (Standort)          | Milchgrubenkolonie         | Ziegel und Bruchstein verputzt, Pultdach, Ende 19. Jahrhundert                                    | D-4-79-166-41 | BW                         |
| Voitsumra (Standort)                       | Bauernhof                  | Eingeschossiger Wohnstallbau, um 1800 Scheune mit zwei rundbogigen Toren, eines bezeichnet „1844“ | D-4-79-166-37 | Bauernhof                  |